# リー・ラムーン
リー・ラムーン（Lee Ramoon、1965年1月29日 - ）は、ケイマン諸島のサッカー選手である。

## キャリア

### クラブでのキャリア
ラムーンは、大学時代はアメリカ合衆国のキングカレッジでサッカーをした。1988年にイングランドに渡り、ストックポート・カウンティFCと契約してリザーブチームで何度も試合に出場し、1988年9月9日には、エヴァートンFCのリザーブチームとの試合でゴールを記録した。1994年から1995年には、イギリスのチームに在籍し、フットボールカンファレンスに2度交替出場して1ゴールを挙げた。彼は、アルトリンチャムFCからのレンタル移籍で、1994年11月からウィンズフィールド・ユナイテッドFCとバースコーFC、1995年2月からはウェールズのポースマドッグFCに在籍した。後にケイマン諸島に戻ってジョージタウンSCで5年間に3度のリーグ優勝と4度のカップ戦優勝を果たした。

### 国代表でのキャリア
ラムーンは、1979年、13歳の時に初めてケイマン諸島代表となり、公式、非公式試合を含めて200戦以上に出場している。また、しばしば代表チームの主将を務めている。

## 名誉
ラムーンは、2004年にFIFA功労賞に選ばれた。